# Finn Bø
Finn Valdemar Johan Bø, född 4 juli 1893 i Kristiania (nuvarande Oslo), död där 24 april 1962, var en norsk revyförfattare, dramatiker och journalist. Han bidrog starkt till att höja kvaliteten på den norska revyn under mellankrigstiden, med en spännvidd i uttrycksformen som sträckte sig från det sentimentala till det burleska. Hans visor blev populära såväl i Oslo som i landsorten.

## Biografi
Bø tog examen artium 1912 och studerade därefter vid Norges tekniske høgskole och blev där diplomingenjör 1916 i kemi. Från 1920 verkade han huvudsakligen som författare och journalist. Tillsammans med Sigurd Hoel skrev komedin Den enes død (uruppförd på Centralteatret 1921) och från mitten av 1920-talet var han en av stilskaparna i norsk revy. Han fick sitt genombrott 1925 när han levererade visor till revyn Regnbuen på Mayolteatret. Han skrev under samma tid revyn Herr Schimp Hansen åt Einar Rose och var huvudförfattare till Casinorevyn For fulle seil 1926. Från 1927 till 1940-talet var han engagerad vid Chat Noir. Bland hans tidiga framgångsrika revyer märks Ernst Rolfs Violen sørger for meg och Hyldest til jubilanten för Victor Bernau. Under Chat Noir-perioden skrev han många av Einar Roses mest kända visor som "Nå går'n på gummisåler" (Casinorevyn 1928, utgiven 1929), "Bare rundt omkring" (från revyn Bladet fra munnen 1928, utgiven samma år) , "Camping" (skriven tillsammans med Arne Svendsen, från revyn Fra munn til munn 1934, utgiven samma år) och "Norrønafolket vil fare" (1939, utgiven samma år).
Minst lika viktiga är hans visor för Lalla Carlsen, exempelvis "Marsjkonkurransen" (1932), "Mrs. Simpson" (1937), "Norge i rødt, hvitt og blått" (skriven 1942, urframförd 1945) samt "Etter kunstnerkarnevalet" och "Ål reit" (båda 1947). Andra kända visor av Bø är "Problembarnet Tor" för Leif Juster, "Statsborgerlige rettigheter" för Arve Opsahl och "Trikkevisa" för Arvid Nilssen och Bias Bernhoft. Därutöver levererade han visor till Einar Roses och Victor Bernaus Scala-teater i mitten av 1930-talet. Han skrev sammanlagt över 600 revytexter och några av dessa finns samlade i tre vissamlingar.
År 1936 inledde han sin karriär som revy- och lustspelsförfattare på Centralteatret med Hele byen snakker. För att undgå revyskatten formade han sina revyer som lustspel, med fasta rollfigurer, exempelvis Mannen og kona i huset, De to frekke niesene och Den lett animerte Blunke. År 1940 författade han Halmstrået med den kontroversiella antikrigsvisan "Fyren Ferdinand og Å, som jeg venter". Efter andra världskriget kom Hele byen flagger (1950), en ny variant av Hele byen snakker (1957) och Se deg om i glede (1959). Därutöver var han regissör vid Chat Noir från 1947.
Bland hans pjäser återfinns Du har lovet mig en kone! (1934, filmatiserad 1935), Konge for en natt (1940, filmatiserad som Hansen og Hansen 1941), Det store spørsmål (1940, filmatiserad som Herre med mustasch 1942) och To liv (1945, filmatiserad 1946). Han skrev också manuset till filmen Trollforsen (1948) tillsammans med Alf Scott-Hansen och Sigurd Hoel). Flera av filmerna innehöll originalskrivna sånger.
Bø var styrelsemedlem i Den norske forfatterforening 1940–1951 (även vice ordförande från 1945). År 1952 var han med och startade utbrytargruppen Norsk Forfatterforening som han var ordförande för fram till 1960.

## Familj
Bø var son till läraren Johan Christian Andreas Bø (1850–1924) och Valborg Hansen (1863–1910). Han var från 1930 gift med Alfhild Knagenhjelm Poppe (1899–1956).